# 日産・Be-1
Be-1（ビー・ワン）は、日産自動車が1987年に発売した乗用車である。初代マーチをベースにレトロなデザインを与えた小型車であり、「パイクカー」と呼ばれる分野の先駆けとなった。

## 概要
1982年に発売された初代マーチ（K10型）のシャーシを利用して開発され、日本国内のみ販売された。限定販売という触れ込みで発売されたものの非常な人気を博した。また、当時自動車業界の主流であった馬力競争やハイテクデバイスに対するアンチテーゼとしての意義も込められており、1980年代当時主流であった「四角い」カーデザインを「丸く」する端緒ともなった。
Be-1にはじまるパイクカーは現代の自動車にレトロ・デザインを応用した最初の例であり、「形式は常に機能に従う」（ルイス・サリヴァンの言葉）という近代工業デザインの原則を投げ捨てた、当時としては革新的なものであった。合理性から解放されたパイクカーの自由なスタイリングは欧州メーカーにも衝撃を与え、1990年代以降ニュービートルやミニ (BMW)など、新たなリバイバルデザインの潮流を産むことになる。さらに発表された後には、トヨタ自動車のデザイン部が何度も接触してきたこともある。そこでトヨタと日産のデザイン部どうしで懇親会を行ったことで、互いに切磋琢磨する姿勢がさらに強まった。
こうした新しいデザインの潮流を生み出し、パイクカーというジャンルを確立した功績から、2021年には日本自動車殿堂歴史遺産車に選ばれた。

## 経緯
1980年代前半、ホンダ・シティが人気を得ており、日産自動車では自社の小型車マーチを用いての対抗企画を検討していた。本来は「新型マーチ」の企画であった。
デザインプロデューサーとなった松井孝晏は、デザインチームを「社内デザイナー中心のAチーム」「服飾デザイナー中心のBチーム」「イタリア人デザイナーのパオロ・マルティンを中心としたCチーム」の3チームに分け、各チームにデザインを競作させる方式を採用した。提案された4案のモデルの内、コンセプター坂井直樹が関わったB-1案モデル（「ノスタルジック・モダン」がキーワードだったという）が日産社員へのアンケート調査で高く評価され、その試作車が1985年（昭和60年）の東京モーターショーに出展され、同ショーでの好評を受けて市販化が決定した。ここでのキャッチコピーは「ここちよさ優先のナチュラルカー」であり、クルマ社会に対して心の余裕を持つことを提唱し、やすらぎや安心感をテーマとしていた。

## 車体
Be-1のフロント及びリア・エプロン部（バンパーとナンバープレートが取り付けられている部分）、フロントフェンダーの材質には、世界で初めて米国GE社と共同開発したフレックスパネル（Flex Panel）が用いられていた。採用した理由は、フロントが直立したデザインのため、小石などを跳ね上げ傷が付き、錆が発生しやすくなると判断したためである。フレックスパネルの材料組成は、耐衝撃性の高い変性PPOと耐熱性の高いポリアミドなどからなる両者の特性をあわせ持つ熱可塑性樹脂であり、以下のような特徴を持っていた。
1. 形状自由度が高い
射出成形により成形されるため、ヘッドランプ周りなど鋼板では成形が困難な部位も成形できた。
2. 塗装品質が良い
耐熱性に優れ、鋼板と同時に140 - 160度で焼付塗装（やきつけ-）ができるため、経時変化による退色の差もなく、長期間にわたる高品質な塗膜の維持や鋼板と同等の塗装の鮮映さを確保できた。
3. 耐衝撃性に優れる
従来の塗料はパネル変形時の伸びに追従できず亀裂を生じたが、フレックスパネル用の特殊なプライマーを採用し、材料の持つ高耐衝撃性を活かすことができた。軽微な衝突ならば容易に復元するものだった。

もちろん樹脂の一種なので、錆びない上に軽いというメリットもあった。
その他にもCピラー外装部分にはABS樹脂が使われ、エンジンフードやドアパネルにはデュラスチールを採用したりと、今までにないデザインを実現するために様々な新素材が採用された。
ボディ剛性は、二重構造シルや接着ウィンドウガラス（前・後）の採用によって確保されている。ボディカラーはパンプキンイエロー、ハイドレインジアブルー、トマトレッド、オニオンホワイトの4色のラインナップとなっていた。ボディタイプは広報資料によれば「2ドアセダン」と表記されている。一見すると3ドアハッチバックに見えるが実際は2代目ホンダ・トゥディの前期型にも通じる小さなトランクの付いた2ボックススタイルのセミノッチバック・セダンである。
生産は委託生産により1986年（昭和61年）から高田工業戸塚工場において行われ、その製作は生産期間の短縮のために半ば手作業であったという。

## Be-1の人気とブランド展開
1987年（昭和62年）1月に予約申し込みを開始したが、本来は2年間の販売分として限定的に計画されていた10,000台は、発売からわずか2か月で予約完了してしまった。この影響で、月産400台の生産計画が600台に増強された。余りの申し込み数から、購入者を抽選で決定する異例の事態となったほか、中古車市場ではプレミアがつくほどだった。
予約申し込みについて、東京、神奈川、大阪、岐阜、山口、高知の6都府県の一部の店舗で内容の統計を行っていた。その分析によると、Be-1のボディタイプのうち，キャンバストップ車が約40%を占めていた。また、AT車の比率は62%で、これはサニー、パルサーの約40%と比べると高い比率である。一方、購買層については800人の内、男性が8割、このうち24歳以下が25%、30歳未満では50%となっているほか、女性の半数が24歳以下で、30歳未満では65%に及んだ。
さらに日産自動車は東京都港区の青山通りにアンテナショップとして「Be-1ショップ」を開店、Be-1オリジナルグッズとして、衣服、バッグ、時計、財布、文房具などが販売された。Be-1ショップも20代から30代の来場者が多く、平日はサラリーマンを中心に男性7割を占め、週末は女性の比率も4割を超えた。
このように若者人気が非常に高かった反響があまりにも大きく、しかも業界を超えたBe-1ブランドの使用許可要請が相次ぎ、多くて30社にも達した。この当時、日産プリンス自動車販売と統合したばかりの新生日産自動車販売は「新規事業への進出」を掲げてさまざま事業展開をすすめていたが、この流れで「Be-1ブランド使用許諾権」を、合意した8社（服部セイコー、バンダイ、ミズノ、三菱鉛筆など）に与えてBe-1ブランドを展開していった。

## 年表
- 1985年10月31日〜11月11日 - 第26回東京モーターショーで公開[10]。
- 1987年1月13日 - 販売開始[11]。これに伴って、「Be-1ショップ」を設立した。
- 1987年3月2日 - 電動キャンバストップ付仕様を追加[11]。
- 1987年3月12日 - 予約申し込みを終了[16]。
- 1987年12月[18] - 生産終了。
- 1988年5月 ｰ 販売終了[19]。
- 1988年6月20日 - Be-1ショップ閉店[19]。

## 車名の由来
デザイン開発ではA案、B-1案、B-2案、C案の4タイプが製作され、その中から採用されたB-1案をBe動詞になぞらえて命名したものである。転じて「あなたの一台になります」という意味が込められている。

## トピック
デュラン・デュランのサイモン・ル・ボンがBe-1を購入したという話がある。
受賞歴
- 1987年10月 - 通商産業省選定グッドデザイン賞。
- 1987年12月 - 日経トレンディ 1987年ヒット商品ランキング・第5位「Be-1グッズ」
- 1987年12月 - 住友ビジネスコンサルティング 1987年ヒット商品番付・張出大関・殊勲賞「Be-1」
- 1987年12月 - JMA総合マーケティング優秀メーカー賞 日産自動車株式会社・少量生産車「Be-1」の開発
- 1988年01月 - 日本経済新聞社・年間最優秀製品賞。
- 2021年11月 - 2021日本自動車殿堂歴史遺産車表彰

主な関連書籍
- 『Be-1 The Story of Bran-New Brand』（初版）リクルート出版、1987年10月。ISBN 4-88991-085-9。C0075。
- 『ビジネスコミック「挑戦」日産Be-1開発』（初版）芸文社、1987年11月。ISBN 4-87465-174-7。C0079。
- 『ビジネスジャンプコミック「人を生かす企業力」』（初版）集英社、1988年6月。ISBN 4-08-863209-5。C0379。
- 『エンスーCARガイド「日産パオ＆フィガロ＆Be-1」』（初版）三樹書房、2008年9月。ISBN 978-4-89522-517-5。C0075。
- 古場田良郎『パオのキセキ 〜２回目の奇跡の軌跡〜』（初版）スピードウェル出版、2014年12月。ISBN 978-4-9908134-0-6。C0076。